# 디트로이트 폭동 (1863년)
1863년 디트로이트 인종 폭동 (Detroit race riot of 1863)은 미국 남북 전쟁이 일어난 동안 1863년 3월 6일 미시간주 디트로이트에서 발생하였다. 당시 〈디트로이트 프리 프레스〉는 여태까지 "디트로이트에 닥친 가장 피비린내 나는 날"로서 이 사건들을 보고하였다. 그 일은 인종 차별과 에이브러햄 링컨 대통령에 의하여 발표된 노예 해방 선언 후에 강조되었던 징병제와 관련된 노동 계급의 불안 때문에 시작되었다. 자유주에 기초를 둔 어떤 최근의 이민자들과 다른 노동자들이 생각했던 미국 남부에서 노예들의 이익을 위하여 일을 한 것으로 생각했던 전쟁을 위하여 징집되는 것을 싫어하였고 그들은 흑인들로부터 경쟁을 두려워 했다.
1명의 백인과 1명의 흑인으로 최소한 2명의 시민들이 살해되었고, 대부분이 아프리카계 미국인들이었던 다수의 다른이들은 심하게 매를 맞고 부상을 입었다. 전체적으로 많은 다른 건물들이 손해를 입고, 35채가 화재에 의하여 파괴되었고 흑인 거주민들은 폭도들의 약탈 및 훔치기로 재산과 돈을 잃었다. 피해는 최소한 15,000 달러에서 20,000 달러 만큼 많이 측정되었다. 대부분이 흑인들이었던 200명 이상의 주민들이 노숙자가 되었다. 미시간주 입법부가 보상을 추천하였어도 디트로이트 시의회는 그것을 찬성하는 것을 거부하였다. 폭동의 결과로서 디트로이트시는 20세기 후반까지 백인들에 의하여 지배된 디트로이트 경찰국을 설립하였다.

## 배경
폭동 직전 몇달간 도시의 사회적 긴장이 고조되었다. 도시는 백인이 대다수였으나 거기에 이주한 자유 흑인들과 남부를 달아난 도망 노예들로 둘다 이루어진 흑인 공동체가 번성하였다. 1834년 노예제를 폐지한 캐나다로부터 디트로이트강을 건너 겨우 위치한 도시는 전쟁 이전 세월에 지하철도에 주요 "역"이었다. 미시간주가 비노예주였던 이래 어떤 도망 노예들은 디트로이트에 정착하는 데 선택하였다.
디트로이트 시의회는 민주당원들에 의하여 지배되었고 많은 아일랜드와 독일 이민자들이 그 당에 속하였다.〈디트로이트 프리 프레스〉는 에이브러햄 링컨 대통령의 미국 남북 전쟁 지휘와 그 징용 수요 증가에 반대되었덩 민주당 신문이었다. 그 신문은 백인 우월주의를 주창하였고 친노동적이었다. 폭동으로 이끈 몇달에 신문은 흑인들을 "노동 문제로, 시민권 문제로, 전쟁으로 그리고 범죄와 도덕적 질서의 전반적인 저하"로 연결한 기사들을 번번히 발간하여 어떻게 그들이 노동자 계급의 백인 남성들에게 위협적이며 그들의 제한된 권력을 강조하였다. 1863년 1월 노예 해방 선언에 이어 신문은 번번히 흑인들의 이익에 반대한 기사들을 발간하였다.
대조적으로 〈디트로이트 애드버타이저 앤드 트리뷴〉은 대체적으로 공화당을 옹호하여 정당한 원인으로 노예제 폐지와 전쟁을 지지하였다. 그 신문은 열정을 불태우고 흑인들을 선동하면서 폭동을 선동한 것으로 프리 프레스를 비판하였다. 폭동이 일어난 한달간 애드버타이저 앤드 트리뷴은 "프리 프레스 폭도"로 언급한 기사들을 발간하였다.
폭동의 시작에 3일 전에 미국 의회는 징병제를 위하여 등록하는 데 20세와 45세 사이의 미혼 남성과 35세 까지의 기혼 남성들을 요구한 등록법을 통과시켰다. 이 일은 미국 시민권을 받아들인 아일랜드 이민자들로 주로 이루어진 많은 북부의 백인들을 화나게 하여 시민권이 또한 이민자들을 징병제를 위하여 책임을 물게 만든 것을 알아차리지 못하였다. 대부분이 해방 노예들이었던 흑인 남성들이 이 똑같은 징병제로부터 제외되었을 때 그들의 분노의 불길에 연료가 더해졌다. 아일랜드인들은 남부에서 온 새롭게 해방된 노예들이 북부로 이주하여 노동 시장에서 더욱 나가서의 경쟁을 창조할 것에 두려워했다. 많은 아일랜드인들은 치환과 통근의 정책들이 징병된 이들을 대신할 적절한 대체품을 제공하여 서비스를 중단하거나 각각 300 달러를 낼 수 있도록 징병된 시민들을 허용한 논란의 여지가 있던 관행들이었던 이래 이것을 "부유한 남성의 전쟁이자 가난한 남성의 싸움"으로 보았다. 이 둘다의 조항들이 화해자들, 징병 반대 운동과 재산 소유 계급에 징병의 효과를 완화시키려는 의도와 함께 창조되었다. 하지만 결과는 그러고나서 분노로 바뀐 일반 대중의 분노였다.

## 사건들
혼혈인 남성 토머스 포크너는 어린 백인 여자 아이를 성추행한 혐의로 구속되어 법정에서 재판을 받았다. 포크너가 정규적으로 투표를 하였고 "스페인-인디언"의 혼혈로 간주하였어도 둘다의 신문은 그를 "니그로"로 묘사하였고 그것은 백인들이 그를 대하게 된 방식이었다.
재판은 포크너가 법정까지 호송되어 가는 동안 그와 경비대에 물건들을 던진 불안정한 백인 군중들을 끌어들였다. 재판의 이틀날 백인들은 법원 외부에 있던 흑인들을 공격하기 시작하였다. 포크너를 동행한 프로보스트 경비대의 사령관은 군중을 밀어내는 데 공란을 발사하라고 명령을 내렸다. 사령관이 명령을 내렸던 것에 명확하지 않았어도 다음에 실탄이 발포되었다. 폭동을 목격한 찰스 랑거로 불린 백인 시민이 살해되었다. 관중은 자신들이 덜 가치있는 것으로 간주했던 남성의 재판에서 독일인이 살해된 것에 격노하였다.
그들은 즉시 거리에 흑인 시민들을 공격하기 시작하였고 나무통 상점으로 알려진 흑인 기업으로 가까이 갔다. 노동자들은 그것을 방어하려고 노력했으나 폭도들은 상점과 인접한 집을 불태워 안에 있던 흑인 여성들과 어린이들을 위협하였다. 그들은 화재로부터 탈출한 5명의 남성들을 공격하여 조슈아 보이드 (남부에서 탈출한 노예로 자신의 부인과 자녀를 노예 생활에서 사는 목적에 자신의 수입을 저축하였다) 에게 심한 상처를 입혔다. 그는 이후에 폭도에 의하여 매를 맞고 4일 후에 사망하였다. 심한 상처를 입었어도 여성들과 어린이들 같이 다른 4명의 남성들은 살아남았다.
생존자들은 폭도가 흑인의 기업과 집들을 공격하여 귀중품을 약탈하고 주민들의 물건을 훔치는 행위를 벌였다고 말하였다. 백인들은 결국적으로 흑인 지역을 넘어 자신들의 가난한 지역들로 이주하여 파괴를 지속하였다. 어떤 흑인들은 지역을 달아나 디트로이트강을 건너 캐나다로 혹은 당시 독립적인 공동체 코크타운으로 알려진 서부로 갔다. 도시는 결국 입실랜티와 포트웨인으로부터 군대에 명령하였고 밤 11시까지 폭력을 진압하였다. 200명 이상의 흑인들과 어떤 백인들은 파괴로 자신들의 집들을 잃었다. 대부분 흑인들이 입은 재산 피해에 15,000 달러에서 20,000 달러로 측정되었다.

## 여파
포크너는 유죄 판결을 받고 종신형으로 선고받았다. 몇년 후에 그에 대해 증언한 2명의 소년가 자신들의 이야기를 취소하고 포크너는 사면되었다. 그는 디트로이트로 돌아와 어떤 백인 기업인들이 그에게 농산물 사업을 시작하는 도움을 주었다.
도시는 포크너의 사망에 대해 조사했으나 아무도 그의 사망으로 기소되지 않았다. 미시간주 입법부가 폭동의 희생자들을 위하여 보상을 장려하였어도 민주당원들에 의하여 지배된 디트로이트 시의회는 그렇게 하는 데 거부하였다. 보호를 받지 않고 재산이 약탈되고 파괴된 세금을 내는 이 시민들은 마을에서 회복되고 삶을 다시 만들도록 남겨졌다.
폭동의 결과로서 도시는 디트로이트 경찰국을 설립하였다. 그것은 20세기 후반까지 백인들에 의하여 지배되었다. 이 일은 도시의 소수 민족 인구가 강제로 폐쇄되면서 민권의 문제가 되었다.

## 같이 보기
- 뉴욕 징병거부 폭동